# Kiri sute gomen
 (janvier 2009).
Si vous disposez d'ouvrages ou d'articles de référence ou si vous connaissez des sites web de qualité traitant du thème abordé ici, merci de compléter l'article en donnant les références utiles à sa vérifiabilité et en les liant à la section « Notes et références ».
Kiri sute gomen (斬り捨て御免 / 切り捨て御免) signifie littéralement « autorisation de trancher (au moyen d'un sabre pour la première graphie) et d'abandonner (sous-entendu les lieux et le corps de la victime) ». C'est une expression japonaise ancienne qui remonte à l'ère médiévale. Les membres du statut social des samouraïs avaient le droit d'administrer un coup mortel à un membre de statut social inférieur qui compromettait leur honneur. Ce dernier avait cependant le droit légitime de se défendre.
Cette expression, en relation avec cette coutume, sert à nommer l'acte et peut être employée pour signifier quelque chose comme « Désolé de vous tuer », ou « Je regrette de l'avoir tué, mais c'était mon droit ».
Désormais, l'expression est parfois utilisée dans le sens de « Je vous demande pardon par avance ».

## En musique
- Kirisute gomen : chanson du groupe de metalcore Trivium sortie en 2008.